# Eichelbach (Schwarzach)
Der Eichelbach ist ein Bach im Gebiet des Marktes Thalmässing der Stadt Greding im mittelfränkischen Landkreis Roth, der nach etwa sechs Kilometer langem Lauf insgesamt etwa nach Südosten von rechts in die Schwarzach mündet.

## Geographie

### Verlauf
Der Eichelbach entspringt am Tänning bei Stauf, fließt an Offenbau vorbei, durch Lohen und Kammühle und mündet schließlich kurz vor Untermässing.
Der Eichelbach ist 6,12 Kilometer lang, mündet etwa 145 Höhenmeter unterhalb seines Ursprungs und hat somit ein mittleres Sohlgefälle von etwa 16 ‰.

### Einzugsgebiet
Der Eichelbach hat ein Einzugsgebiet von 11,86 Quadratkilometer, das naturräumlich gesehen innerhalb der Frankenalb in der Altmühlalb liegt.